# Charlotte Rose
Charlotte Rose (Bangcoque, 7 de agosto de 2000), é uma velejadora norte-americana que é medalhista dos Jogos Pan-Americanos.

## Trajetória esportiva
Em 2019, a atleta foi vice-campeã nos Jogos Pan-Americanos, na classe Laser radial. Em uma disputa tensa e decidida apenas na regata da medalha, a norte-americana ficou em segundo lugar na prova e no campeonato, com apenas um ponto perdido a mais do que a canadense Sarah Douglas: 22 contra 21.